# Terryho nehty

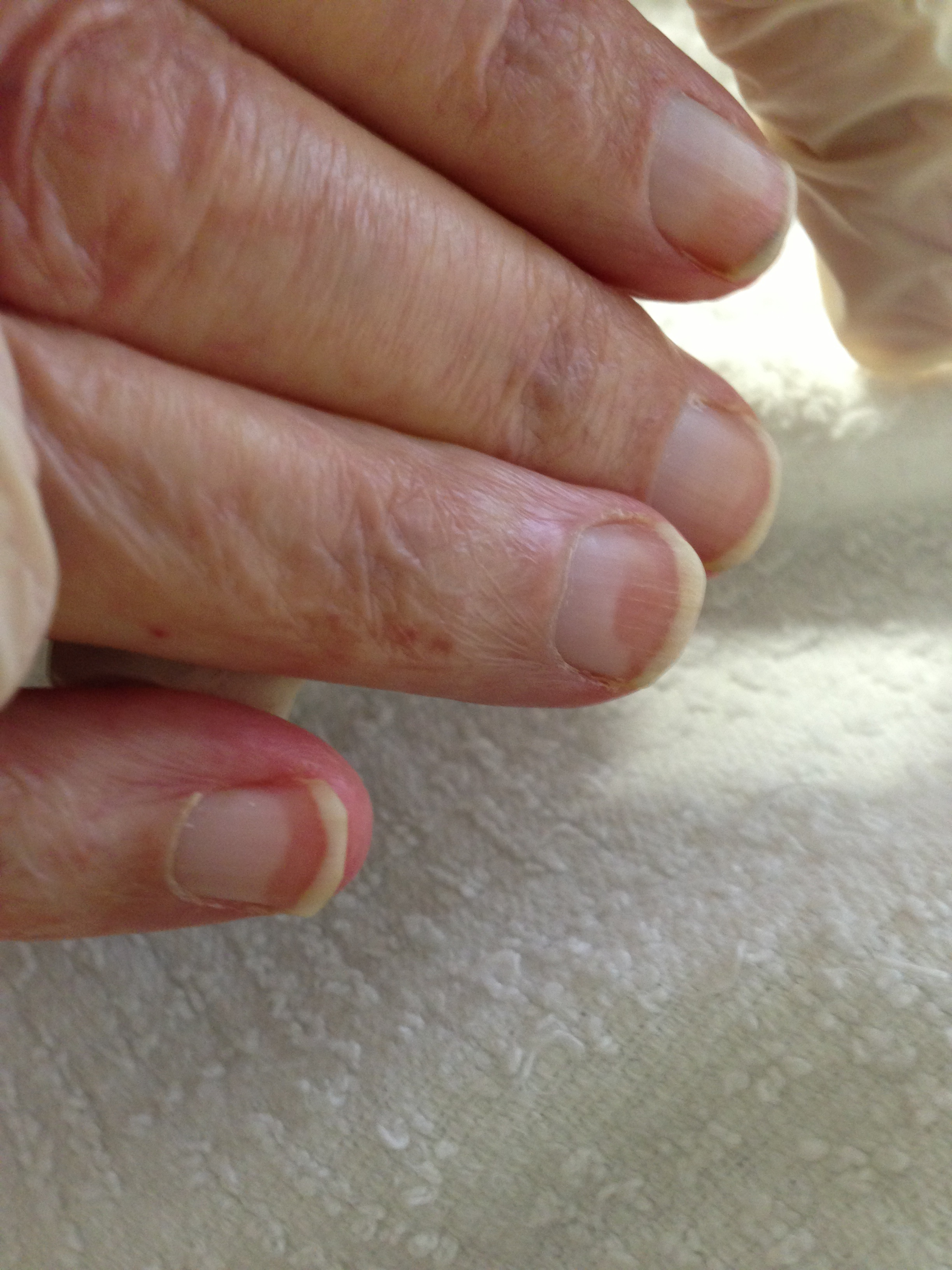
Terryho nehty

Terryho nehty jsou nehty bez charakteristických lunul (bílá poloměsíčitá ploška u kořene nehtu) kvůli snížené vaskularizaci a nárůstu pojivové tkáně. Mohou být známkou srdečního selhání, diabetu a dalších onemocnění.
Pojmenovány jsou po Dr. Richardu Terrym.